# 즐라티 바잔트
즐라티 바잔트(슬로바키아어: Zlatý Bažant→금계)는 슬로바키아의 맥주 브랜드로, 가장 많이 수출된다. 1969년에 설립되었으며 후르바노보 양조장에서 양조된다. 1995년에 하이네켄에 인수되었다.
미국과 캐나다에서는 영어 번역어인 골든 피전트(영어: Golden Pheasant)라는 이름으로 판매된다.